# Юнкан (місто)
Юнкан (кит. спр. 永康市, піньїнь: Yŏngkāng Shì) — місто-повіт в східнокитайській провінції Чжецзян, складова міста Цзіньхуа.

## Географія
Юнкан лежить на півдні префектури у верхів'ях річки Уї.

### Клімат
Місто знаходиться у зоні, котра характеризується вологим субтропічним кліматом. Найтепліший місяць — липень із середньою температурою 29.3 °C (84.7 °F). Найхолодніший місяць — січень, із середньою температурою 5.8 °С (42.4 °F).
| Клімат Юнкана           | Клімат Юнкана | Клімат Юнкана | Клімат Юнкана | Клімат Юнкана | Клімат Юнкана | Клімат Юнкана | Клімат Юнкана | Клімат Юнкана | Клімат Юнкана | Клімат Юнкана | Клімат Юнкана | Клімат Юнкана | Клімат Юнкана |
| Показник                | Січ.          | Лют.          | Бер.          | Квіт.         | Трав.         | Черв.         | Лип.          | Серп.         | Вер.          | Жовт.         | Лист.         | Груд.         | Рік           |
| Середня температура, °C | 5,8           | 7             | 11,3          | 17,3          | 21,9          | 25,2          | 29,3          | 28,7          | 24,6          | 19,2          | 13,6          | 7,9           | 17,7          |
| Норма опадів, мм        | 54.1          | 88.2          | 124.2         | 160.8         | 206.2         | 231           | 126.8         | 129.1         | 143.1         | 72.6          | 57.6          | 43.4          | 1437.1        |
| Днів з опадами          | 13,9          | 15,3          | 18,7          | 18,5          | 18,6          | 17,1          | 12,6          | 13,4          | 13            | 11,5          | 11,5          | 12,4          | 176,5         |
| Вологість повітря, %    | 75.9          | 79.3          | 81.3          | 81.7          | 82.1          | 85.2          | 81            | 79.7          | 81.2          | 78.6          | 75.8          | 74.1          | 79.7          |
| ----------------------- | ------------- | ------------- | ------------- | ------------- | ------------- | ------------- | ------------- | ------------- | ------------- | ------------- | ------------- | ------------- | ------------- |
| Джерело: Weatherbase    |               |               |               |               |               |               |               |               |               |               |               |               |               |